# Kandahar (pista sciistica)
La Kandahar (o Kandahar-Abfahrt Garmisch) è una pista sciistica situata a Garmisch-Partenkirchen, in Germania. Sul pendio, che si snoda sul Kreuzeck, si tengono annualmente gare di discesa libera e supergigante della Coppa del Mondo di sci alpino.

## Storia
La pista ha ospitato numerose competizioni di sci alpino tra le quali i IV Giochi olimpici invernali e i Campionati mondiali di sci alpino del 1978 e del 2011. Introdotta nel 1970 nel circuito internazionale della Coppa del Mondo di sci alpino, dal 1954 ha ospitato anche numerose edizioni dell'Arlberg-Kandahar, classico trofeo dello sci alpino.
Il tracciato storico è stato ampiamente rimaneggiato nel 2008, al fine di adeguarlo ai requisiti di sicurezza imposti dalla Federazione internazionale sci e snowboard, e sul pendio del Kreuzeck sono stati disegnati due percorsi intrecciati ma in gran parte percorribili in modo indipendente, indicati con i nomi di Kandahar 1 e Kandahar 2. La Kandahar 2, sulla quale con partenza abbassata si disputano anche supergiganti e slalom giganti, è generalmente affrontata dagli uomini; le donne gareggiano sulla Kandahar 1 che esclude alcuni dei tratti più ripidi, pur rimanendo una pista tecnicamente impegnativa.
La pista da discesa libera di Garmisch fu realizzata nel 1935 insieme a quella per lo slalom speciale (la Gudiberg) in previsione dei Giochi olimpici in programma l'anno seguente; responsabile del percorso fu Johann Neuner. Il tracciato maschile era lungo 3.800 m con un dislivello di 959 m, quello femminile 3.300 m con un dislivello di 820 m.
Nel 1954 divenne una delle sedi dell'Arlberg-Kandahar e assunse il nome che ancora la contraddistingue; tale denominazione deriva dallo sci club britannico organizzatore del trofeo, il Kandahar Ski Club con sede nella località svizzera di Mürren, che a sua volta omaggia il militare britannico Frederick Roberts, nominato conte di Kandahar per le gesta compiute durante la seconda guerra anglo-afghana.
Dal 1970 la pista venne inserita nel circuito della Coppa del Mondo, anche se in modo saltuario (soprattutto in campo femminile): dapprima con sole discese libere, poi anche con supergiganti e, talvolta, giganti. In varie occasioni inoltre la discesa della Kandahar ha composto insieme allo slalom della Gudiberg una combinata (o, più recentemente, supercombinata). Per due volte sulla pista sono state tracciate tutte le prove dei Mondiali eccetto gli slalom.
Come molte piste del Circo bianco dedicate alle discipline veloci, anche sulla Kandahar si sono verificati incidenti agli sciatori, fin dai primi anni. Il 26 gennaio 1938 l'italiano Giacinto Sertorelli cadde durante una discesa libera, a causa della pista gravemente deteriorata, e finì contro un albero; morì il mattino successivo. Negli anni novanta drammatico è stato l'incidente occorso il 29 gennaio 1994 all'austriaca Ulrike Maier, durante lo svolgimento di una discesa libera di Coppa, che portò al decesso dell'atleta. Nei mesi successivi i familiari citarono in giudizio l'organizzazione della corsa visto che l'esito fatale dell'incidente sembrava imputabile all'impatto del collo dell'atleta con le protezioni della fotocellula. Il giudizio della corte fu che Maier fu probabilmente uccisa dall'impatto con un cumulo di neve a bordopista, scagionando gli organizzatori da ogni colpa. Tuttavia a partire da quel momento non furono più disputate discese femminili sulla Kandahar, fino ai lavori eseguiti nel 2008 in vista dei Mondiali del 2011. La ristrutturazione della Kandahar ha portato a separare quasi interamente i percorsi femminile e maschile, indicati rispettivamente con "1" (poiché per un lungo tratto ricalca il vecchio tracciato) e "2".
La Kandahar, insieme alla Gudiberg e all'intero comprensorio di Garmisch-Partenkirchen, ha fatto parte della candidatura di Monaco di Baviera per la selezione della città organizzatrice dei XXIII Giochi olimpici invernali.

## Tracciato

### Kandahar 1
Il cancelletto di partenza della Kandahar 1 è posto a 1.490 m s.l.m., alla Tröglhang. Le atlete percorrono poi il lungo tratto di scorrimento che già faceva parte del vecchio tracciato (Schußanger), per poi arrivare a due impegnative curve che le immettono nell'Himmelreich (Regno dei cieli), un salto all'altezza del quale è collocata la partenza del supergigante. Segue la Waldeck, un tratto trasversale tecnicamente difficile al termine del quale è posto il cancelletto di partenza del gigante. Da qui le sciatrici si immettono in un tratto introdotto con i lavori del 2008: prima la Eishang (Pista di ghiaccio), poi la Ramwiesen e quindi la curva detta Höllentor (Porta dell'Inferno), che le riporta sul vecchio percorso, nel tratto, anch'esso ghiacciato e a fortissima pendenza, detto appunto Hölle (Inferno). Infine la larga traversa FIS-Schneise piega il percorso, lungo complessivamente 2.920 m, verso la Kandahar 2 e le due varianti si uniscono nel tratto finale.

### Kandahar 2
La Kandahar 2, destinata alle gare maschili, parte a 1.690 m s.l.m. sullo Kreuzjoch e subito la doppia curva Seele conduce a una rapida accelerazione. Alla Tröglhang l' Olympia-Kurve immette nel nuovo tracciato, che si apre con il Panorama-Sprung (Salto panoramico) e prosegue con un tratto di scorrimento, lo Stegerwald, parallelo al vecchio Schußanger ora inserito nella Kandahar 1; qui si colloca il cancelletto di partenza del supergigante. Alla Alte Quelle (Fonte vecchia) i due percorsi tornano a sfiorarsi e all'Eishang parte il tracciato di gigante. La Kandahar 2 conduce quindi al Seilbahnstadelsprung (Salto della funivia) e al Kramersprung (Salto del Kramer), piegando verso destra, in direzione del muro detto Auf der Mauer, il tratto più impegnativo della discesa: la Freie Fall (caduta libera) con una pendenza del 92 %. Si tratta del passaggio più ripido non solo della Kandahar, ma dell'intera Coppa del Mondo: anche la celebre Mausefalle della Streif di Kitzbühel arriva "solo" all'85%. La pista completa i suoi 3.300 m ricongiungendosi definitivamente con quella femminile nello schuß d'arrivo.

## Albo d'oro

### Uomini

#### Discesa libera
Elenco dei podi delle discese libere maschili disputate a Garmisch-Partenkirchen, valide ai fini delle Olimpiadi, dei Mondiali, della Coppa del Mondo e dell'Arlberg-Kandahar.
| Data             | Primo                   | Secondo                          | Terzo                  |
| ---------------- | ----------------------- | -------------------------------- | ---------------------- |
| 7 febbraio 1936  | Birger Ruud             | Franz Pfnür                      | Gustav Lantschner      |
| 1937-1953        | ?                       | ?                                | ?                      |
| 1954             | Ernst Oberaigner        | ?                                | ?                      |
| 1955-1958        | ?                       | ?                                | ?                      |
| 1959             | Karl Schranz            | ?                                | ?                      |
| 1960-1969        | ?                       | ?                                | ?                      |
| 1º febbraio 1970 | Karl Schranz            | Karl Cordin                      | Franz Vogler           |
| 1971-1972        | non disputata           | non disputata                    | non disputata          |
| 6 gennaio 1973   | Roland Collombin        | Philippe Roux Marcello Varallo   |                        |
| 7 gennaio 1973   | Roland Collombin        | Marcello Varallo                 | Bernhard Russi         |
| 6 gennaio 1974   | Roland Collombin        | Franz Klammer                    | Herbert Plank          |
| 5 gennaio 1975   | Franz Klammer           | Werner Grissmann                 | Josef Walcher          |
| 1976             | non disputata           | non disputata                    | non disputata          |
| 8 gennaio 1977   | Franz Klammer           | Ernst Winkler                    | Peter Wirnsberger      |
| 29 gennaio 1978  | Josef Walcher           | Michael Veith                    | Werner Grissmann       |
| 27 gennaio 1979  | Peter Wirnsberger       | Uli Spieß                        | Herbert Plank          |
| 1980             | non disputata           | non disputata                    | non disputata          |
| 27 gennaio 1981  | Steve Podborski         | Peter Müller                     | Harti Weirather        |
| 13 febbraio 1982 | Steve Podborski         | Conradin Cathomen                | Harti Weirather        |
| 1983             | non disputata           | non disputata                    | non disputata          |
| 28 gennaio 1984  | Steve Podborski         | Erwin Resch                      | Franz Klammer          |
| 26 gennaio 1985  | Helmut Höflehner        | Peter Müller                     | Anton Steiner          |
| 1986             | non disputata           | non disputata                    | non disputata          |
| 10 gennaio 1987  | Pirmin Zurbriggen       | Michael Mair                     | Peter Müller           |
| 1988-1990        | non disputata           | non disputata                    | non disputata          |
| 5 gennaio 1991   | Daniel Mahrer           | Atle Skårdal Hannes Zehentner    |                        |
| 11 gennaio 1992  | Markus Wasmeier         | Patrick Ortlieb                  | Hansjörg Tauscher      |
| 10 gennaio 1993  | Franz Heinzer           | Pietro Vitalini                  | Günther Mader          |
| 11 gennaio 1993  | Daniel Mahrer           | Peter Rzehak                     | Franz Heinzer          |
| 1994-1995        | non disputata           | non disputata                    | non disputata          |
| 2 febbraio 1996  | Luc Alphand             | Brian Stemmle                    | Peter Runggaldier      |
| 22 febbraio 1997 | Luc Alphand             | Pietro Vitalini                  | Kristian Ghedina       |
| 31 gennaio 1998  | Andreas Schifferer      | Nicolas Burtin                   | Hermann Maier          |
| 1999             | non disputata           | non disputata                    | non disputata          |
| 29 gennaio 2000  | Hermann Maier           | Kristian Ghedina                 | Hannes Trinkl          |
| 27 gennaio 2001  | Fritz Strobl            | Peter Rzehak                     | Franco Cavegn          |
| 2002             | non disputata           | non disputata                    | non disputata          |
| 22 febbraio 2003 | Stephan Eberharter      | Didier Cuche                     | Daron Rahlves          |
| 30 gennaio 2004  | Didier Cuche            | Daron Rahlves                    | Stephan Eberharter     |
| 31 gennaio 2004  | Stephan Eberharter      | Fritz Strobl                     | Alessandro Fattori     |
| 18 febbraio 2005 | Michael Walchhofer      | Hermann Maier                    | Bode Miller            |
| 19 febbraio 2005 | Michael Walchhofer      | Mario Scheiber                   | Fritz Strobl           |
| 28 gennaio 2006  | Hermann Maier           | Klaus Kröll                      | Andreas Buder          |
| 23 febbraio 2007 | Andrej Jerman           | Hans Grugger                     | Erik Guay              |
| 24 febbraio 2007 | Erik Guay               | Andrej Jerman                    | Didier Cuche           |
| 2008             | non disputata           | non disputata                    | non disputata          |
| 30 gennaio 2009  | annullata               | annullata                        | annullata              |
| 19 marzo 2010    | Carlo Janka             | Mario Scheiber                   | Erik Guay Patrick Küng |
| 12 febbraio 2011 | Erik Guay               | Didier Cuche                     | Christof Innerhofer    |
| 28 gennaio 2012  | Didier Cuche            | Erik Guay                        | Hannes Reichelt        |
| 23 febbraio 2013 | Christof Innerhofer     | Georg Streitberger               | Klaus Kröll            |
| 2014             | non disputata           | non disputata                    | non disputata          |
| 28 febbraio 2015 | Hannes Reichelt         | Romed Baumann                    | Matthias Mayer         |
| 30 gennaio 2016  | Aleksander Aamodt Kilde | Boštjan Kline                    | Beat Feuz              |
| 27 gennaio 2017  | Travis Ganong           | Kjetil Jansrud                   | Peter Fill             |
| 28 gennaio 2017  | Hannes Reichelt         | Peter Fill                       | Beat Feuz              |
| 27 gennaio 2018  | Beat Feuz               | Vincent Kriechmayr Dominik Paris |                        |
| 2 febbraio 2019  | annullata               | annullata                        | annullata              |
| 1º febbraio 2020 | Thomas Dreßen           | Aleksander Aamodt Kilde          | Johan Clarey           |
| 5 febbraio 2021  | Dominik Paris           | Beat Feuz                        | Matthias Mayer         |
| 2022-2024        | non disputata           | non disputata                    | non disputata          |
| 1º febbraio 2025 | annullata               | annullata                        | annullata              |

#### Supergigante
Elenco dei podi dei supergiganti maschili disputati a Garmisch-Partenkirchen, validi ai fini dei Mondiali, della Coppa del Mondo e dell'Arlberg-Kandahar.
| Data             | Primo               | Secondo                | Terzo                   |
| ---------------- | ------------------- | ---------------------- | ----------------------- |
| 9 febbraio 1983  | Peter Lüscher       | Pirmin Zurbriggen      | Hans Enn                |
| 29 gennaio 1984  | Andreas Wenzel      | Pirmin Zurbriggen      | Hans Enn                |
| 27 gennaio 1985  | Marc Girardelli     | Andreas Wenzel         | Hans Stuffer            |
| 1986             | non disputato       | non disputato          | non disputato           |
| 11 gennaio 1987  | Markus Wasmeier     | Pirmin Zurbriggen      | Alberto Ghidoni         |
| 1988-1990        | non disputato       | non disputato          | non disputato           |
| 6 gennaio 1991   | Günther Mader       | Franz Heinzer          | Marc Girardelli         |
| 12 gennaio 1992  | Patrick Holzer      | Paul Accola            | Peter Rzehak            |
| 1993-1995        | non disputato       | non disputato          | non disputato           |
| 5 febbraio 1996  | Werner Perathoner   | Luc Alphand            | Patrick Wirth           |
| 21 febbraio 1997 | Luc Alphand         | Hermann Maier          | Werner Perathoner       |
| 23 febbraio 1997 | Hermann Maier       | Kristian Ghedina       | Lasse Kjus Atle Skårdal |
| 1º febbraio 1998 | Hermann Maier       | Hans Knauß             | Lasse Kjus              |
| 1999-2000        | non disputato       | non disputato          | non disputato           |
| 28 febbraio 2001 | Christoph Gruber    | Hermann Maier          | Didier Cuche            |
| 26 febbraio 2002 | Fritz Strobl        | Didier Cuche           | Stephan Eberharter      |
| 27 febbraio 2002 | Stephan Eberharter  | Didier Cuche           | Andreas Schifferer      |
| 23 febbraio 2003 | Marco Büchel        | Stephan Eberharter     | Tobias Grünenfelder     |
| 1º febbraio 2004 | Hermann Maier       | Pierre-Emmanuel Dalcin | Tobias Grünenfelder     |
| 20 febbraio 2005 | Christoph Gruber    | Didier Défago          | François Bourque        |
| 29 gennaio 2006  | Christoph Gruber    | Scott Macartney        | Kjetil André Aamodt     |
| 2007-2009        | non disputato       | non disputato          | non disputato           |
| 11 marzo 2010    | Erik Guay           | Ivica Kostelić         | Aksel Lund Svindal      |
| 9 febbraio 2011  | Christof Innerhofer | Hannes Reichelt        | Ivica Kostelić          |
| 29 gennaio 2012  | annullato           | annullato              | annullato               |
| 2013-2020        | non disputato       | non disputato          | non disputato           |
| 6 febbraio 2021  | Vincent Kriechmayr  | Matthias Mayer         | Marco Odermatt          |
| 2022-2023        | non disputato       | non disputato          | non disputato           |
| 27 gennaio 2024  | Nils Allègre        | Guglielmo Bosca        | Loïc Meillard           |
| 28 gennaio 2024  | Marco Odermatt      | Raphael Haaser         | Franjo von Allmen       |
| 2025             | non disputato       | non disputato          | non disputato           |

#### Slalom gigante
Nel corso dei decenni sulla parte finale della Kandahar sono stati disputati anche diversi slalom giganti, sebbene solo raramente ai massimi vertici dello sci alpino internazionale. Tale specialità a Garmisch non ha mai rappresentato una "classica" dello sci alpino come invece la discesa libera e, più recentemente, il supergigante.
Elenco dei podi degli slalom giganti maschili disputati a Garmisch-Partenkirchen, validi ai fini dei Mondiali, della Coppa del Mondo.
| Data             | Primo             | Secondo           | Terzo                          |
| ---------------- | ----------------- | ----------------- | ------------------------------ |
| 9 gennaio 1977   | Klaus Heidegger   | Heini Hemmi       | Willi Frommelt                 |
| 2 febbraio 1978  | Ingemar Stenmark  | Andreas Wenzel    | Willi Frommelt                 |
| 1979-2009        | non disputato     | non disputato     | non disputato                  |
| 12 marzo 2010    | Carlo Janka       | Davide Simoncelli | Ted Ligety Philipp Schörghofer |
| 18 febbraio 2011 | Ted Ligety        | Cyprien Richard   | Philipp Schörghofer            |
| 2012             | non disputato     | non disputato     | non disputato                  |
| 24 febbraio 2013 | Alexis Pinturault | Marcel Hirscher   | Ted Ligety                     |
| 2014-2016        | non disputato     | non disputato     | non disputato                  |
| 29 gennaio 2017  | Marcel Hirscher   | Matts Olsson      | Stefan Luitz                   |
| 28 gennaio 2018  | Marcel Hirscher   | Manuel Feller     | Ted Ligety                     |
| 3 febbraio 2019  | annullato         | annullato         | annullato                      |
| 2 febbraio 2020  | Alexis Pinturault | Loïc Meillard     | Leif Kristian Haugen           |
| 2021-            | non disputato     | non disputato     | non disputato                  |

### Donne

#### Discesa libera
Elenco dei podi delle discese libere femminili disputate a Garmisch-Partenkirchen, valide ai fini delle Olimpiadi, dei Mondiali, della Coppa del Mondo e dell'Arlberg-Kandahar.
| Data             | Prima                 | Seconda               | Terza               |
| ---------------- | --------------------- | --------------------- | ------------------- |
| 7 febbraio 1936  | Laila Schou Nilsen    | Lisa Resch            | Käthe Grasegger     |
| 1937-1953        | ?                     | ?                     | ?                   |
| 1954             | Mirl Buchner          | ?                     | ?                   |
| 1955-1958        | ?                     | ?                     | ?                   |
| 1959             | Erika Netzer          | ?                     | ?                   |
| 1960-1969        | ?                     | ?                     | ?                   |
| 30 gennaio 1970  | Françoise Macchi      | Wiltrud Drexel        | Michèle Jacot       |
| 1971-1976        | non disputata         | non disputata         | non disputata       |
| 11 gennaio 1977  | Annemarie Moser-Pröll | Bernadette Zurbriggen | Marie-Theres Nadig  |
| 1º febbraio 1978 | Annemarie Moser-Pröll | Irene Epple           | Doris De Agostini   |
| 1979-1990        | non disputata         | non disputata         | non disputata       |
| 8 febbraio 1991  | Chantal Bournissen    | Carole Merle          | Veronika Wallinger  |
| 1992-1993        | non disputata         | non disputata         | non disputata       |
| 29 gennaio 1994  | Isolde Kostner        | Mélanie Suchet        | Michelle McKendry   |
| 1995-2009        | non disputata         | non disputata         | non disputata       |
| 10 marzo 2010    | Maria Riesch          | Lindsey Vonn          | Anja Pärson         |
| 13 febbraio 2011 | Elisabeth Görgl       | Lindsey Vonn          | Maria Riesch        |
| 4 febbraio 2012  | Lindsey Vonn          | Nadja Kamer           | Tina Weirather      |
| 2 marzo 2013     | Tina Maze             | Laurenne Ross         | Maria Riesch        |
| 2014             | non disputata         | non disputata         | non disputata       |
| 7 marzo 2015     | Tina Weirather        | Anna Fenninger        | Tina Maze           |
| 6 febbraio 2016  | Lindsey Vonn          | Fabienne Suter        | Viktoria Rebensburg |
| 21 gennaio 2017  | Lindsey Vonn          | Lara Gut              | Viktoria Rebensburg |
| 3 febbraio 2018  | Lindsey Vonn          | Sofia Goggia          | Cornelia Hütter     |
| 4 febbraio 2018  | Lindsey Vonn          | Sofia Goggia          | Tina Weirather      |
| 27 gennaio 2019  | Stephanie Venier      | Sofia Goggia          | Kira Weidle         |
| 8 febbraio 2020  | Viktoria Rebensburg   | Federica Brignone     | Ester Ledecká       |
| 2021             | annullata             | annullata             | annullata           |
| 29 gennaio 2022  | Corinne Suter         | Jasmine Flury         | Cornelia Hütter     |
| 2023-2024        | non disputata         | non disputata         | non disputata       |
| 25 gennaio 2025  | Federica Brignone     | Sofia Goggia          | Corinne Suter       |

#### Supergigante
Elenco dei podi dei supergiganti femminili disputati a Garmisch-Partenkirchen, validi ai fini dei Mondiali, della Coppa del Mondo e dell'Arlberg-Kandahar.
| Data             | Prima                             | Seconda                 | Terza                   |
| ---------------- | --------------------------------- | ----------------------- | ----------------------- |
| 1983-1990        | non disputato                     | non disputato           | non disputato           |
| 9 febbraio 1991  | Carole Merle                      | Karin Dedler            | Michaela Gerg           |
| 1992-1994        | non disputato                     | non disputato           | non disputato           |
| 14 gennaio 1995  | Florence Masnada                  | Picabo Street           | Shannon Nobis           |
| 13 gennaio 1996  | Katja Seizinger                   | Martina Ertl            | Alexandra Meissnitzer   |
| 1997-2000        | non disputato                     | non disputato           | non disputato           |
| 16 febbraio 2001 | Carole Montillet                  | Renate Götschl          | Brigitte Obermoser      |
| 17 febbraio 2001 | annullato                         | annullato               | annullato               |
| 2002-2008        | non disputato                     | non disputato           | non disputato           |
| 1º febbraio 2009 | Lindsey Vonn                      | Anja Pärson             | Jessica Lindell Vikarby |
| 12 marzo 2010    | Lindsey Vonn                      | Elisabeth Görgl         | Nadia Styger            |
| 8 febbraio 2011  | Elisabeth Görgl                   | Julia Mancuso           | Maria Riesch            |
| 5 febbraio 2012  | Julia Mancuso                     | Anna Fenninger          | Tina Weirather          |
| 1º marzo 2013    | Tina Weirather                    | Julia Mancuso Tina Maze |                         |
| 3 marzo 2013     | Anna Fenninger                    | Maria Riesch            | Julia Mancuso           |
| 2014             | non disputato                     | non disputato           | non disputato           |
| 8 marzo 2015     | Lindsey Vonn                      | Tina Maze               | Anna Fenninger          |
| 7 febbraio 2016  | Lara Gut                          | Viktoria Rebensburg     | Lindsey Vonn            |
| 22 gennaio 2017  | Lara Gut                          | Stephanie Venier        | Tina Weirather          |
| 2018             | non disputato                     | non disputato           | non disputato           |
| 26 gennaio 2019  | Nicole Schmidhofer                | Sofia Goggia            | Lara Gut                |
| 9 febbraio 2020  | Corinne Suter                     | Nicole Schmidhofer      | Wendy Holdener          |
| 30 gennaio 2021  | Lara Gut                          | Kajsa Vickhoff Lie      | Marie-Michèle Gagnon    |
| 1º febbraio 2021 | Lara Gut                          | Petra Vlhová            | Tamara Tippler          |
| 30 gennaio 2022  | Federica Brignone Cornelia Hütter |                         | Tamara Tippler          |
| 2023-2024        | non disputato                     | non disputato           | non disputato           |
| 26 gennaio 2025  | Lara Gut                          | Kajsa Vickhoff Lie      | Federica Brignone       |

#### Slalom gigante
Nel corso dei decenni sulla parte finale della Kandahar sono stati disputati anche diversi slalom giganti, sebbene solo raramente ai massimi vertici dello sci alpino internazionale. Tale specialità a Garmisch non ha mai rappresentato una "classica" dello sci alpino come invece la discesa libera e, più recentemente, il supergigante.
I giganti validi per i Mondiali sono stati due: il primo nel 1978, vinto dalla tedesca occidentale Maria Epple davanti alla svizzera Lise-Marie Morerod e all'austriaca Annemarie Moser-Pröll; il secondo il 17 febbraio 2011, vinto dalla slovena Tina Maze davanti all'italiana Federica Brignone e alla francese Tessa Worley. Solo uno il gigante valido per la Coppa del Mondo, disputato l'11 marzo 2010 e vinto dalla slovena Tina Maze davanti alle tedesche Kathrin Hölzl e Maria Riesch. Quest'ultimo gigante è stato considerato anche ai fini dell'Arlberg-Kandahar; in precedenza tale validità era stata riconosciuta soltanto a quello del 1964, vinto dall'austriaca Edith Zimmermann.